# Bob Evans (baloncestista)
Robert W. "Bob" Evans (Indianapolis, Indiana, 31 de mayo de 1925-Southport, Indiana, 27 de septiembre de 1997) fue un jugador de baloncesto estadounidense que disputó una temporada en la NBA. Con 1,88 metros de estatura, jugaba en la posición de base.

## Trayectoria deportiva

### Universidad
Jugó durante su etapa universitaria con los Bulldogs de la Universidad Butler, convirtiéndose en el primer jugador de la institución en llegar a jugar en la NBA.

### Profesional
Fue elegido en la trigésimo octava posición del Draft de la BAA de 1949 por Indianapolis Olympians, con los que jugó una temporada, promediando 3,0 puntos y 1,2 asistencias por partido.

## Estadísticas de su carrera en la NBA

### Temporada regular
| Temporada | Edad | Equipo                 | Liga | P  | TIT | MIN | TC  | TCA | %TC  | 3P | 3PA | %3P | TL  | TLA | %TL  | R.OF. | R.DEF. | REB | ASIS | ROB | TAP | PER | FP  | PTS |
| 1949-50   | 24   | Indianapolis Olympians | NBA  | 47 |     |     | 1.2 | 4.3 | .280 |    |     |     | 0.6 | 0.9 | .682 |       |        |     | 1.2  |     |     |     | 2.1 | 3.0 |
| Total     |      |                        | NBA  | 47 |     |     | 1.2 | 4.3 | .280 |    |     |     | 0.6 | 0.9 | .682 |       |        |     | 1.2  |     |     |     | 2.1 | 3.0 |

### Playoffs
| Temporada | Edad | Equipo                 | Liga | P | MIN | TCA | TC | 3PA | 3P | TLA | TL | R.OF. | REB | ASIS | ROB | TAP | PER | FP | PTS | %TC  | %3P | %FT | MIN | PTS | REB | AST |
| 1949-50   | 24   | Indianapolis Olympians | NBA  | 2 |     | 1   | 4  |     |    | 0   | 0  |       |     | 0    |     |     |     | 3  | 2   | .250 |     |     |     | 1.0 |     | 0.0 |
| Total     |      |                        | NBA  | 2 |     | 1   | 4  |     |    | 0   | 0  |       |     | 0    |     |     |     | 3  | 2   | .250 |     |     |     | 1.0 |     | 0.0 |